# Peter Warren
Peter Warren, né le 10 mars 1703 à Warrenstown, dans le comté de Meath et mort le 29 juillet 1752 à Dublin, Irlande, est un officier de marine britannique. Il commande l’escadre britannique à Louisbourg, île Royale (île du Cap-Breton) en 1745.

## Biographie
Warren commença sa carrière à 13 ans à Dublin. Il monte rapidement en grade et devient capitaine en 1727. Son navire patrouille dans les eaux de l'Amérique britannique afin de protéger les colonies contre la France.
En 1745, pendant la guerre de Succession d'Autriche, Warren commande la flotte qui aide les troupes du Massachusetts à conquérir Louisbourg. Cette expédition lui permit d'acquérir une véritable fortune en prises de guerre. En 1747, il s'illustre lors de la bataille du cap Finisterre aux côtés de l'amiral George Anson contre la flotte de La Jonquière.